# 司马楙
司马楙（3世紀？—311年7月14日），字孔伟，河内郡温县（今河南省焦作市温县）人，西晋太宰、持节、都督中外诸军事、安平献王司马孚之孙，西晋大司马、义阳成王司马望第四子，西晋宗室，官员。

## 生平
初封乐陵亭侯，开始参相国（司马昭）军事。晋武帝司马炎接收禅让建立西晋后，于泰始元年十二月丁卯（266年2月9日）封堂弟司马楙为東平王，食邑三千九十七户。入朝为散骑常侍、尚书。
司马楙谄谀杨骏。杨骏被诛，司马楙依法当死，因与东安公司马繇友善，没有获罪。改任大鸿胪，加侍中。司马繇想专擅朝政，与汝南王司马亮不谐。晋惠帝以司马繇讨伐杨骏时瞻前顾后，免司马繇、司马楙的官职，遣司马楙回封地。司马楙广纳财货，奢侈逾制。赵王司马伦篡位，将他召还。诸王反司马伦起兵，司马伦以司马楙为卫将军、都督诸军事。司马伦败亡，司马楙免官。齐王司马冏辅政，司马繇为仆射，推举司马楙为平东将军、都督徐州诸军事，镇守下邳。成都王司马颖辅政，进封司马楙为卫将军。
晋惠帝北迁时，以司马楙为车骑将军，依然都督徐州诸军事，使其率众赴邺城。荡阴之役，东海王司马越逃往下邳，司马楙不接纳，司马越回东海国。晋惠帝被西迁，司马越领兵计划迎接皇帝大驾，司马楙很害怕。长史王修劝说他：“东海宗室重望，今将兴义，公宜举徐州以授之，此克让之美也。”司马楙听从，自承制都督兖州刺史、车骑将军，上表天子。晋惠帝在长安，遣使者刘虔来任命。
司马楙想到兖州刺史苟晞不怕自己，就给刘虔兵马，称奉诏诛杀苟晞。苟晞当时已经避位，范阳王司马虓遣苟晞回兖州，让司马楙都督青州诸军事。司马楙不受命，背离山东诸侯，与豫州刺史刘乔相勾结。司马虓遣将田徽攻打司马楙，当时晋惠帝还洛阳，司马楙诣阙朝见。
晋怀帝即位，改封司马楙竟陵王，拜光禄大夫。司马越为豫州牧，留下世子司马毗及党羽何伦访察朝廷宫省。司马楙建议皇帝讨伐司马越，没有成功。皇帝归罪于司马楙，司马楙逃出京城。司马越死后，他才敢出来，永嘉五年六月丁酉（311年7月13日），汉赵攻克洛阳，俘虏晋怀帝，六月戊戌（311年7月14日），刘曜杀太子司马诠、吴孝王司马晏、竟陵王司马楙，百官士大夫和平民死亡三万多人，史称永嘉之乱。

## 延伸阅读
[在维基数据编辑]
 《晉書·卷037》，出自房玄齡《晉書》